# 2017년 동계 아시안 게임 스피드스케이팅
제8회 동계 아시안 게임 스피드 스케이팅 경기는 2017년 2월 19일부터 2월 23일까지 오비히로시의 메이지 홋카이도 도카치 오벌에서 진행되었다.

## 메달 집계
| 순위 | 국가           | 금메달 | 은메달 | 동메달 | 합계 |
| ---- | -------------- | ------ | ------ | ------ | ---- |
| 1    | 일본           | 7      | 9      | 7      | 23   |
| 2    | 대한민국       | 6      | 3      | 3      | 12   |
| 3    | 중화인민공화국 | 1      | 1      | 3      | 5    |
| 4    | 카자흐스탄     | 0      | 1      | 1      | 2    |
| 합계 | 합계           | 14     | 14     | 14     | 42   |

## 메달리스트
| 종목                  | 금                                                 | 은                                                   | 동                                                           |
| --------------------- | -------------------------------------------------- | ---------------------------------------------------- | ------------------------------------------------------------ |
| 남자 500m 자세히      | 가오팅위 중국 (CHN)                                | 하세가와 쓰바사 일본 (JPN)                           | 차민규 대한민국 (KOR)                                        |
| 남자 1000m 자세히     | 오다 다쿠로 일본 (JPN)                             | 데니스 쿠진 카자흐스탄 (KAZ)                         | 나카무라 슌스케 일본 (JPN)                                   |
| 남자 1500m 자세히     | 김민석 대한민국 (KOR)                              | 오다 다쿠로 일본 (JPN)                               | 곤도 다로 일본 (JPN)                                         |
| 남자 5000m 자세히     | 이승훈 대한민국 (KOR)                              | 쓰치야 료스케 일본 (JPN)                             | 이치노헤 세이타로 일본 (JPN)                                 |
| 남자 10000m 자세히    | 이승훈 대한민국 (KOR)                              | 쓰치야 료스케 일본 (JPN)                             | 이치노헤 세이타로 일본 (JPN)                                 |
| 남자 집단 출발 자세히 | 이승훈 대한민국 (KOR)                              | 셰인 윌리엄슨 일본 (JPN)                             | 김민석 대한민국 (KOR)                                        |
| 남자 팀 추월 자세히   | 대한민국 (KOR) 주형준 김민석 이승훈                | 일본 (JPN) 나카무라 쇼타 셰인 윌리엄슨 쓰치야 료스케 | 카자흐스탄 (KAZ) 드미트리 바벤코 데니스 쿠진 표도르 메젠체프 |
| 여자 500m 자세히      | 고다이라 나오 일본 (JPN)                           | 이상화 대한민국 (KOR)                                | 고 아리사 일본 (JPN)                                         |
| 여자 1000m 자세히     | 고다이라 나오 일본 (JPN)                           | 다카기 미호 일본 (JPN)                               | 장훙 중국 (CHN)                                              |
| 여자 1500m 자세히     | 다카기 미호 일본 (JPN)                             | 오시기리 미사키 일본 (JPN)                           | 장훙 중국 (CHN)                                              |
| 여자 3000m 자세히     | 다카기 미호 일본 (JPN)                             | 김보름 대한민국 (KOR)                                | 사토 아야노 일본 (JPN)                                       |
| 여자 5000m 자세히     | 김보름 대한민국 (KOR)                              | 한메이 중국 (CHN)                                    | 기야마 마이 일본 (JPN)                                       |
| 여자 집단 출발 자세히 | 다카기 미호 일본 (JPN)                             | 사토 아야노 일본 (JPN)                               | 김보름 대한민국 (KOR)                                        |
| 여자 팀 추월 자세히   | 일본 (JPN) 오시기리 미사키 다카기 나나 사토 아야노 | 대한민국 (KOR) 박지우 노선영 김보름                  | 중화인민공화국 (CHN) 자오신 류징 한메이                      |

## 참가국
10개국, 82명의 선수들이 참가하였다. 오스트레일리아와 뉴질랜드는 초청국 자격으로 경기에 참여하기 때문에 입상을 하여도 메달이 주어지지 않는다. 괄호 안은 참가 선수의 숫자이다.
- 뉴질랜드 (1)
- 대한민국 (18)
- 몽골 (7)
- 오스트레일리아 (1)
- 인도 (3)
- 일본 (20)
- 중화인민공화국 (20)
- 중화 타이베이 (1)
- 카자흐스탄 (10)
- 태국 (1)